# Heilig-Kreuz-Kirche (Darmstadt)

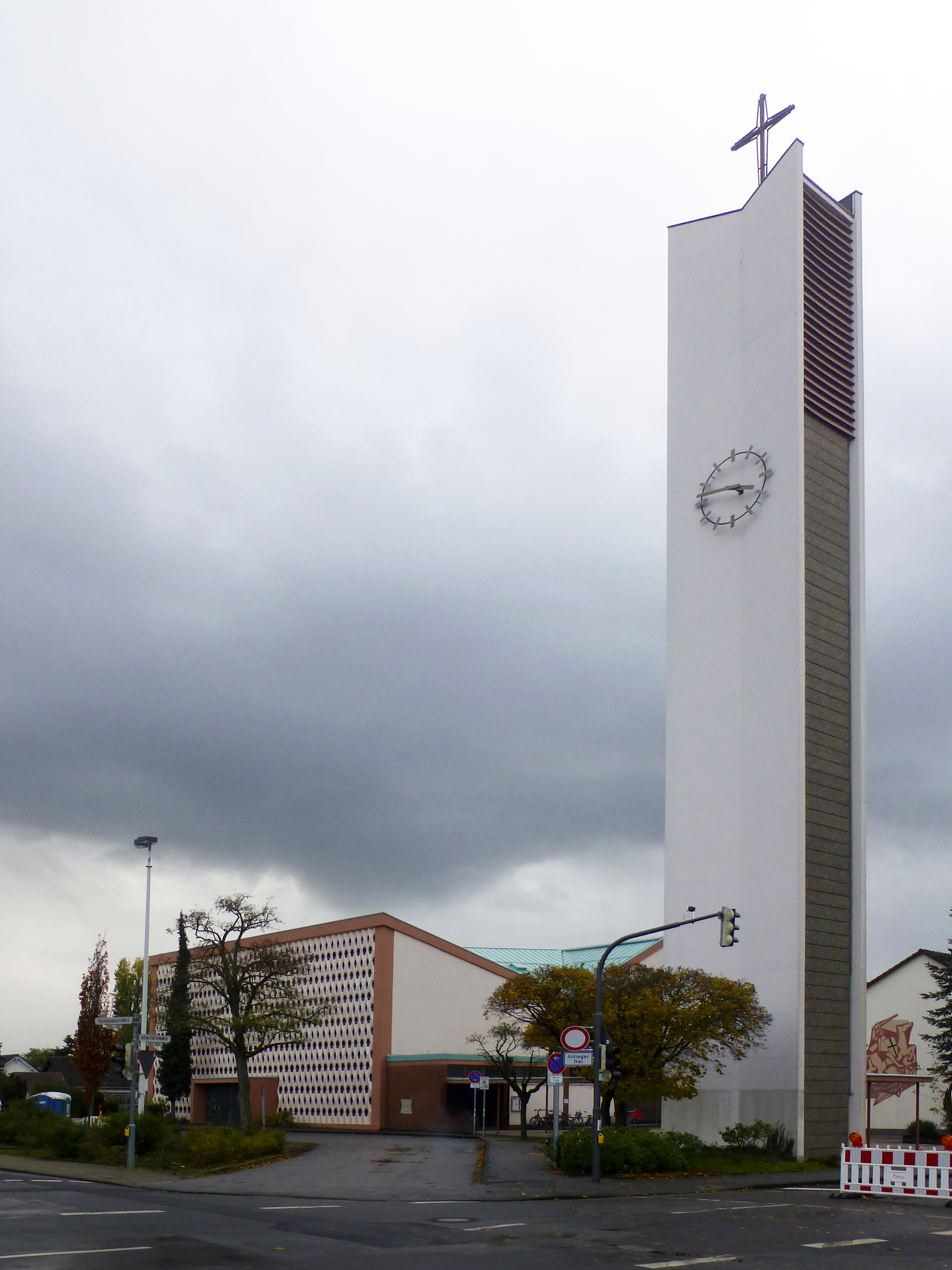
Heilig-Kreuz-Kirche in der Heimstättensiedlung

Die Heilig-Kreuz-Kirche in der Heimstättensiedlung ist eine römisch-katholische Kirche in Darmstadt. Sie gehört seit dem Jahr 2014 zur Pfarrgruppe Liebfrauen und Heilig Kreuz im Dekanat Darmstadt des Bistums Mainz.

## Geschichte
Nach dem Zweiten Weltkrieg zogen viele Vertriebene aus Mittel- und Osteuropa in die Heimstättensiedlung. Für die katholischen Christen unter ihnen wurde die Pfarrkirche Heilig Kreuz in den Jahren 1964/65 erbaut (Grundsteinlegung durch den damaligen Generalvikar Ludwig Haenlein am 12. April 1964) und nach Fertigstellung im Dezember 1965 geweiht.
Zur Pfarrgemeinde gehören derzeit (Stand 2020) ca. 1600 katholische Christen.

## Architektur
Der Grundriss der Kirche – ein eingeschnürtes Rechteck – erinnert an die Form eines Kelches. Das Gebäude ist an seiner höchsten Stelle 13 m hoch. Chorraum und Kirchenschiff bilden einen Raum mit einer gemeinsamen Holzdecke. Das wesentlich niedrigere Seitenschiff an der nördlichen Gebäudeseite, welches als Werktagskirche genutzt wird, ist ebenfalls nicht vom Hauptschiff getrennt. Hinter der Werktagskirche befinden sich die Sakristei und weitere Nebenräume. Die freitragende Empore, die in das Kirchenschiff hineinragt, befindet sich über dem Haupteingang gegenüber dem Altar. Der 34 m hohe Kirchturm an der Straßenecke Heimstättenweg/Pulverhäuserweg ist vom Hauptbau getrennt.
Tageslicht fällt durch farbige Lichtbänder unterhalb des Daches. In den Seitenwänden neben den Altären von Hauptschiff und Seitenschiff ist jeweils eine bis zum Boden reichende Glaswand integriert. An der Südwand wird darin die Herabkunft des Heiligen Geistes dargestellt. Wellen im oberen Lichtband, die sich durch das gesamte Kirchenschiff fortsetzen, drücken das Brausen des Heiligen Geistes aus. An der Nordwand der Werktagskirche zeigt das farbige Glasfenster die schmerzhafte Gottesmutter mit dem toten Sohn. Auch hier findet sich eine Fortsetzung dieses Glasbildes im oberen Lichtband der Werktagskirche.
Das Altarbild – ein Mosaik aus kupfer-, weiß- und goldfarbenen Glassteinen – zeigt das Kreuz als Siegeszeichen mit einem triumphierenden, verklärten Christus vor der himmlischen Stadt Jerusalem. Daneben sind Figuren der klugen und törichten Jungfrauen dargestellt.
Auch der Kreuzweg an der Südwand der Kirche ist als Glasmosaik gestaltet. Bei überwiegend dezenten Farben zieht jeweils Christus durch sein weißes Gewand die Aufmerksamkeit des Betrachters auf sich. Die Mosaikdarstellungen sind Werke des Kunstmalers Josef de Ponte.
Hinter dem Altar der Werktagskirche befindet sich eine handgeschnitzte Kreuzigungsgruppe. Diese war Bestandteil eines Altars, welcher von den Gefangenen des Darmstädter Interniertenlagers für den Gottesdienst im Lager angefertigt wurde. Nach Auflösung des Lagers erreichte der letzte Lagerpfarrer (P. Schwalbach) die Übereignung an die Pfarrei Heilig Kreuz.
Die Kirchentüren aus Holz mit einem Kupferbeschlag zeigen Symbole für die Eucharistie, den Opfertod Christi, die Auferstehung und die Geistessendung sowie Darstellungen der Bergpredigt und der Taufe Jesu.
In den Jahren 1950 bis 2014 war in der Pfarrgemeinde ein Konvent des Deutschen Ordens angesiedelt. Dessen Mitglieder übernahmen jeweils die Seelsorge der Pfarrei.

## Orgel

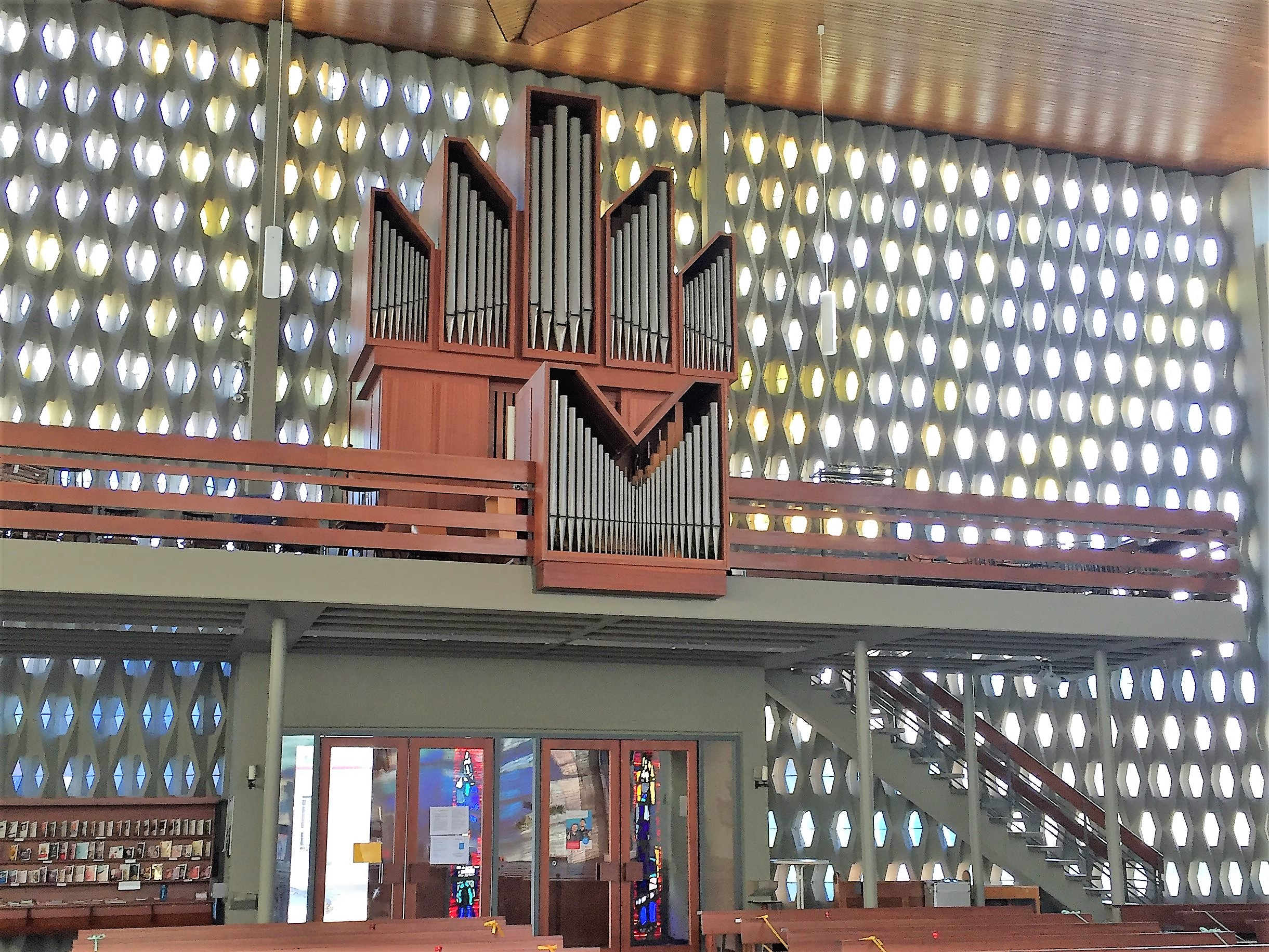
Heilig Kreuz, Darmstadt, Orgel 2020

Die Niederlassung des Deutschen Ordens in Frankfurt am Main schenkte der Pfarrei 1967 ihre Walcker-Orgel von 1881 mit 7 Registern, allerdings ohne Gehäuse. Die Firma Werner Bosch Orgelbau fertigte dazu einen neuen Spieltisch und ein Gehäuse und erweiterte das Instrument in den Jahren 1973–1975 in drei Bauabschnitten um 14 auf insgesamt 21 Register, die auf zwei Manuale und Pedal verteilt sind. Die Orgel besitzt Schleifladen mit mechanischer Spiel- und elektrischer Registertraktur. Ihre Disposition lautet:
| I Hauptwerk C–f3 |                     |     |
| 1.               | Bordun              | 16′ |
| 2.               | Principal           | 8′  |
| 3.               | Met. Gedackt        | 8′  |
| 4.               | Oktave              | 4′  |
| 5.               | Rohrflöte           | 4′  |
| 6.               | Oktave              | 2′  |
| 7.               | Flöte               | 2′  |
| 8.               | Mixtur IV–V         |     |
| 9.               | Sesquialtera II–III |     |
| 10.              | Trompete            | 8′  |
|                  | Tremolant I         |     |

| II Rückpositiv C–f3 |              |       |
| 11.                 | Gedackt      | 8′    |
| 12.                 | Principal    | 4′    |
| 13.                 | Nasat        | 2 ⁄3′ |
| 14.                 | Nachthorn    | 2′    |
| 15.                 | Scharf III   | 1 ⁄3′ |
| 16.                 | Krummhorn    | 8′    |
|                     | Tremolant II |       |

| Pedal C–f1 |                 |     |
| 17.        | Subbaß          | 16′ |
| 18.        | Oktavbaß        | 8′  |
| 19.        | Choralbaß       | 4′  |
| 20.        | Rauschpfeife II |     |
| 21.        | Dulcian         | 16′ |

- Koppeln als Fußtritte: II/I, I/P, II/P
- Spielhilfen: 3 freie Kombinationen, 1 freie Pedalkombination, Tutti, Zungeneinzelabsteller